# Carl Maria von Bocklet
Carl Maria von Bocklet (30. ledna 1801 Praha – 15. července 1881 Vídeň) byl česko-rakouský klavírista, houslista, hudební skladatel a pedagog.

## Život
V rodné Praze studoval skladbu u Bedřicha Diviše Webera. Roku 1821 odešel do Vídně, kde se setkal s Ludwigem van Beethovenem, který ho velmi podpořil. Sblížil se též s Franzem Schubertem, jehož skladby hodně prováděl v premiéře. Pracoval též jako učitel hudby a krátce i jako první houslista v orchestru Theater an der Wien. Více se však nakonec věnoval klavíru. Koncertovat přestal kolem roku 1840. Založil si poté soukromou školu pro čtyřruční klavír, kterou od něj později převzal jeho syn Jindřich. K jeho žákům patřil Eduard Marxsen.
Výjimečně též komponoval. Jeho opus č. 1 byl variací na valčík Antona Diabelliho. To inspirovalo mnohé další hudební skladatele, kteří přidali vlastní variace na Diabelliho valčík, a ty nakonec vyšly v antologii Vaterländischer Künstlerverein. 83 variací dodalo 51 skladatelů.